# Lista över besökande till den internationella rymdstationen
[Uppdatering behövs]
Detta är en lista över besökande till den internationella rymdstationen i alfabetisk ordning. De fasta ISS-besättningsmedlemmars namn är i fet stil, rymdturister i kursiv stil. 

## A
- ♂ Joseph M. Acaba  (tre besök)
- ♂ Viktor Afanasjev
- ♂ Ajdyn Aimbetov
- ♂ Scott Altman
- ♂ Clayton Anderson (dubbla besök)
- ♀ Anousheh Ansari  (rymdturist)
- ♂ Dominic A. Antonelli (dubbla besök)
- ♂ Lee Archambault (dubbla besök)
- ♂ Richard R. Arnold (dubbla besök)
- ♂ Oleg Artemjev (tre besök)
- ♂ Jeffrey Ashby (dubbla besök)
- ♀ Serena Auñón-Chancellor

## B
- ♂ Michael R. Barratt (dubbla besök)
- ♀ Kayla Barron
- ♂ Daniel T. Barry (dubbla besök)
- ♂ Jurij Baturin
- ♂ Bob Behnken (tre besök)
- ♂ Michael J. Bloomfield (dubbla besök)
- ♂ Eric A. Boe (dubbla besök)
- ♂ Andrej Borisenko (dubbla besök)
- ♂ Stephen G. Bowen (tre besök)
- ♂ Kenneth D. Bowersox
- ♂ Randolph Bresnik (dubbla besök)
- ♂ Nikolaj Budarin
- ♂ Daniel C. Burbank (tre besök)
- ♂ Daniel W. Bursch

## C
- ♂ Robert D. Cabana
- ♀ Tracy E. Caldwell (dubbla besök)
- ♂ Charles J. Camarda
- ♂ Christopher Cassidy (tre besök)
- ♂ Gregory Chamitoff (dubbla besök)
- ♂ Franklin R. Chang-Díaz
- ♂ Raja Chari
- ♂ Leroy Chiao (dubbla besök)
- ♀ Catherine G. Coleman
- ♀ Eileen Collins
- ♂ Kenneth D. Cockrell (dubbla besök)
- ♂ Timothy J. Creamer
- ♀ Samantha Cristoforetti
- ♂ Frank L. Culbertson
- ♂ Robert L. Curbeam (dubbla besök)
- ♀ Nancy J. Currie

## D
- ♂ Frank De Winne (dubbla besök)
- ♂ Vladimir Dezjurov
- ♂ Takao Doi
- ♂ Benjamin Alvin Drew (dubbla besök)
- ♂ Brian Duffy
- ♂ Pedro Francisco Duque
- ♂ James Dutton

## E
- ♂ Léopold Eyharts

## F
- ♂ Christopher Ferguson (tre besök)
- ♂ Andrew J. Feustel (dubbla besök)
- ♂ E. Michael Fincke (tre besök)
- ♂ Jack D. Fischer
- ♂ C. Michael Foale
- ♂ Kevin A. Ford (dubbla besök)
- ♂ Michael Foreman (dubbla besök)
- ♂ Patrick G. Forrester (tre besök)
- ♂ Michael E. Fossum (tre besök)
- ♂ Stephen N. Frick (dubbla besök)
- ♂ Christer Fuglesang (dubbla besök)
- ♂ Satoshi Furukawa

## G
- ♂ Ronald J. Garan (dubbla besök)
- ♂ Joseph Jean-Pierre Marc Garneau
- ♂ Richard Garriott (rymdturist)
- ♂ Michael L. Gernhardt
- ♂ Alexander Gerst (dubbla besök)
- ♂ Jurij Gidzenko (dubbla besök)
- ♂ Victor J. Glover
- ♀ Linda M. Godwin
- ♂ Michael Good
- ♂ Dominic L. Gorie (dubbla besök)
- ♂ Umberto Guidoni

## H
- ♂ Chris A. Hadfield (dubbla besök)
- ♀ Claudie Haigneré
- ♂ Nick Hague
- ♂ James D. Halsell
- ♂ Kenneth Ham (dubbla besök)
- ♀ Susan J. Helms (dubbla besök)
- ♂ Jose M. Hernandez
- ♂ John Herrington
- ♀ Joan E. Higginbotham
- ♂ Yozo Hirano (rymdturist)
- ♀ Kathryn P. Hire
- ♂ Charles O. Hobaugh (tre besök)
- ♂ Michael S. Hopkins (dubbla besök)
- ♂ Akihiko Hoshide (dubbla besök)
- ♂ Scott J. Horowitz (dubbla besök)
- ♂ Doug Hurley (tre besök)
- ♂ Rick Husband

## I
- ♂ Anatolij Ivanisjin (tre besök)
- ♀ Marsha S. Ivins

## J
- ♀ Tamara E. Jernigan
- ♂ Brent W. Jett (dubbla besök)
- ♂ Gregory H. Johnson (dubbla besök)
- ♂ Thomas D. Jones
- ♂ Fjodor Jurtjichin (fem besök)

## K
- ♂ Aleksandr Kaleri (dubbla besök)
- ♂ Norishige Kanai
- ♀ Janet L. Kavandi
- ♂ James M. Kelly (dubbla besök)
- ♂ Mark E. Kelly (fyra besök)
- ♂ Scott J. Kelly (tre besök)
- ♂ Robert Shane Kimbrough (dubbla besök)
- ♀ Christina Koch
- ♂ Dmitrij Kondratjev
- ♂ Oleg Kononenko  (fyra besök)
- ♂ Timothy Kopra (dubbla besök)
- ♂ Michail Kornijenko (dubbla besök)
- ♂ Valerij Korzun
- ♂ Oleg Kotov (tre besök)
- ♂ Konstantin Kozejev
- ♂ Sergej Krikaljov (tre besök)
- ♂ Sergej Kud-Svertjkov
- ♂ André Kuipers (dubbla besök)

## L
- ♂ Guy Laliberté (rymdturist)
- ♀ Wendy B. Lawrence
- ♂ Kjell N. Lindgren
- ♂ Steven W. Lindsey (tre besök)
- ♂ Richard M. Linnehan
- ♂ Paul S. Lockhart (dubbla besök)
- ♂ Jurij Lontjakov (tre besök)
- ♂ Michael López-Alegría (tre besök)
- ♂ Stanley G. Love
- ♂ Edward T. Lu (dubbla besök)

## M
- ♂ Yusaku Maezawa (rymdturist)
- ♀ Sandra H. Magnus (tre besök)
- ♂ Jurij Malentjenko (fem besök)
- ♂ Thomas Marshburn (tre besök)
- ♂ Richard A. Mastracchio (fyra besök)
- ♀ Megan McArthur
- ♂ William S. McArthur (dubbla besök)
- ♀ Anne McClain
- ♂ Steve MacLean
- ♂ Matthias Maurer
- ♀ Jessica Meir
- ♀ Pamela Melroy (tre besök)
- ♂ Leland D. Melvin (dubbla besök)
- ♀ Dorothy Metcalf-Lindenburger
- ♂ Andreas Mogensen
- ♂ Aleksandr Misurkin (tre besök)
- ♂ Lee M. Morin
- ♂ Andrew R. Morgan
- ♀ Barbara Morgan
- ♂ Boris Morukov
- ♂ Talgat Musabajev

## N
- ♂ Paolo Nespoli (tre besök)
- ♂ James H. Newman
- ♂ Noguchi Soichi (tre besök)
- ♂ Carlos I. Noriega
- ♂ Oleg Novitskij (dubbla besök)
- ♀ Lisa M. Nowak
- ♀ Karen L. Nyberg (dubbla besök)

## O
- ♀ Ellen Ochoa (dubbla besök)
- ♂ William A. Oefelein
- ♂ John D. Olivas (dubbla besök)
- ♂ Jurij Onufrijenko
- ♂ Gregory Olsen (rymdturist)
- ♂ Takuya Onishi
- ♂ Aleksej Ovtjinin (dubbla besök)

## P
- ♂ Gennadij Padalka (fyra besök)
- ♂ Scott E. Parazynski (dubbla besök)
- ♀ Julia Peresild (rymdturist)
- ♂ Luca Parmitano (dubbla besök)
- ♂ Nicholas Patrick (dubbla besök)
- ♀ Julie Payette (dubbla besök)
- ♂ Timothy Peake
- ♂ Philippe Perrin
- ♂ Thomas Pesquet (dubbla besök)
- ♂ Donald R. Pettit (tre besök)
- ♂ John L. Phillips (tre besök)
- ♂ Alan G. Poindexter (dubbla besök)
- ♂ Mark L. Polansky (tre besök)
- ♂ Marcos César Pontes
- ♂ Sergej Prokopjev

## R
- ♂ James F. Reilly (dubbla besök)
- ♂ Garrett Reisman (dubbla besök)
- ♂ Thomas A. Reiter
- ♂ Sergej Revin
- ♂ Paul W. Richards
- ♂ Sergej Rjazanskij (dubbla besök)
- ♂ Stephen K. Robinson (dubbla besök)
- ♂ Roman Romanenko (dubbla besök)
- ♂ Kent Rominger (dubbla besök)
- ♂ Jerry L. Ross (dubbla besök)
- ♀ Kathleen Rubins (dubbla besök)
- ♂ Sergej Ryzjikov (dubbla besök)

## S
- ♂ David Saint-Jacques
- ♂ Aleksandr Samokutiajev (dubbla besök)
- ♂ Robert Satcher
- ♂ Hans Schlegel
- ♂ Piers J. Sellers  (tre besök)
- ♀ Jelena Serova
- ♂ William M. Shepherd
- ♂ Klim Sjipenko (rymdturist)
- ♂ Mark Shuttleworth (rymdturist)
- ♂ Sheikh Muszaphar Shukor
- ♂ Charles Simonyi  (rymdturist) (dubbla besök)
- ♂ Jurij Sjargin
- ♂ Salizjan Sjaripov
- ♂ Anton Sjkaplerov (fyra besök)
- ♂ Oleg Skripotjka (tre besök)
- ♂ Aleksandr Skvortsov (tre besök)
- ♂ Steven L. Smith
- ♀ Heidemarie Stefanyshyn-Piper (dubbla besök)
- ♀ Nicole P. Stott (dubbla besök)
- ♂ Frederick W. Sturckow (fyra besök)
- ♂ Maksim Surajev (dubbla besök)
- ♂ Steven Swanson (tre besök)

## T
- ♂ Daniel M. Tani (dubbla besök)
- ♂ Joseph R. Tanner (dubbla besök)
- ♂ Jevgenij Tarelkin
- ♂ Robert Thirsk
- ♂ Andy Thomas  (dubbla besök)
- ♂ Scott D. Tingle
- ♂ Dennis Tito (rymdturist)
- ♂ Michail Tiurin (tre besök)
- ♂ Valerij Tokarev (dubbla besök)
- ♂ Sergej Tresjtjov

## U
- ♂ Jurij Usatjov (dubbla besök)

## V
- ♂ Ivan Vagner
- ♂ Mark T. Vande Hei
- ♂ Pavel Vinogradov (dubbla besök)
- ♂ Terry W. Virts (dubbla besök)
- ♂ Roberto Vittori (tre besök)
- ♂ Sergej Volkov  (tre besök)
- ♂ James S. Voss (dubbla besök)

## W
- ♂ Koichi Wakata (tre besök)
- ♂ Rex J. Walheim (tre besök)
- ♀ Shannon Walker (dubbla besök)
- ♂ Carl E. Walz
- ♀ Mary E. Weber
- ♂ Jim Wetherbee (dubbla besök)
- ♂ Douglas H. Wheelock (dubbla besök)
- ♀ Peggy A. Whitson (tre besök)
- ♂ Terrence W. Wilcutt
- ♂ Dafydd Rhys Williams
- ♂ Jeffrey N. Williams (fyra besök)
- ♀ Sunita Williams (dubbla besök)
- ♂ Barry E. Wilmore (dubbla besök)
- ♀ Stephanie D. Wilson (tre besök)
- ♂ Gregory R. Wiseman
- ♂ Peter J. K. Wisoff
- ♂ David A. Wolf (dubbla besök)

## Y
Notera att det kyrilliska bokstaven Ю translittereras till 'Yu' på engelska, men till 'Ju' på svenska.
- ♀ Naoko Yamazaki
- ♀ Yi So-yeon
- ♂ Kimiya Yui

## Z
- ♂ Sergej Zaljotin
- ♂ George David Zamka (dubbla besök)

## Sammanfattning
276 människor har besökt ISS (1 mars 2024), inklusive de sju personer som för tillfället är ISS-besättning nummer 69. 
78 av besökarna har besökt stationen två gånger, 31 personer har besökt den tre gånger, sex personer har besökt den fyra gånger och två personer har besökt den fem gånger.
39 kvinnor har besökt ISS, varav 15 av dessa var ISS-besättningsmedlemmar.
Elva (2021) rymdturister har besökt ISS.
| Nation                | Totalt (1 mars 2024)    | Långtidsbesättning (2 augusti 2021) |
| --------------------- | ----------------------- | ----------------------------------- |
| USA                   | 163 amerikaner          | 63                                  |
| Ryssland              | 57 ryssar               | 44                                  |
| Japan                 | 11 japaner              | 7                                   |
| Kanada                | 9 kanadensare           | 3                                   |
| Italien               | 6 italienare            | 3                                   |
| Frankrike             | 4 fransmän              | 2                                   |
| Tyskland              | 4 tyskar                | 2                                   |
| Sverige               | 2 svenskar              |                                     |
| Saudiarabien          | 2 saudier               |                                     |
| Kazakstan             | 1 kazak                 |                                     |
| Belgien               | 1 belgare               | 1                                   |
| Brasilien             | 1 brasilianare          |                                     |
| Danmark               | 1 dansk                 | 1                                   |
| Israel                | 1 israel                |                                     |
| Nederländerna         | 1 holländare            | 1                                   |
| Malaysia              | 1 malaysier             |                                     |
| Spanien               | 1 spanjor               |                                     |
| Storbritannien        | 1 britt                 | 1                                   |
| Sydafrika             | 1 sydafrikan            |                                     |
| Sydkorea              | 1 sydkorean             |                                     |
| Turkiet               | 1 turk                  |                                     |
| Förenade arabemiraten | 1 Förenade Arabemiraten |                                     |
| Antal                 |                         |                                     |
| 22                    | 276                     | 127                                 |